# Édouard Crémieux

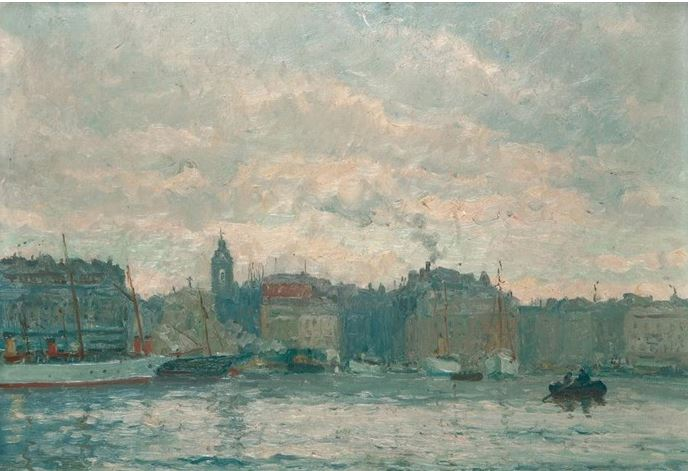
Cremieux - Marseille

Edouard Crémieux (nacido en Marsella el 21 de enero de 1856 y muerto en la deportación el 14 de mayo de 1944) fue un pintor impresionista francés.

## Biografía

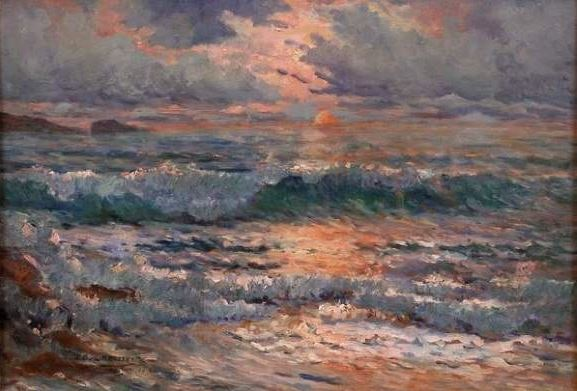
Cremieux - Sunset

Édouard Salomon Crémieux fue hijo de Saul Appolon Crémieux y Léontine Alphen. En 1894 se casó con Adrienne Sarah Ester Padova conocida como Edith Crémieux de Marsella. Tuvieron tres hijos: Albert Ernest Moïse Crémieux, médico (1895-1963), Henri Gustave Élie Crémieux, actor (1896-1980) y Gustave Saul Gabriel Crémieux (1903-1925).

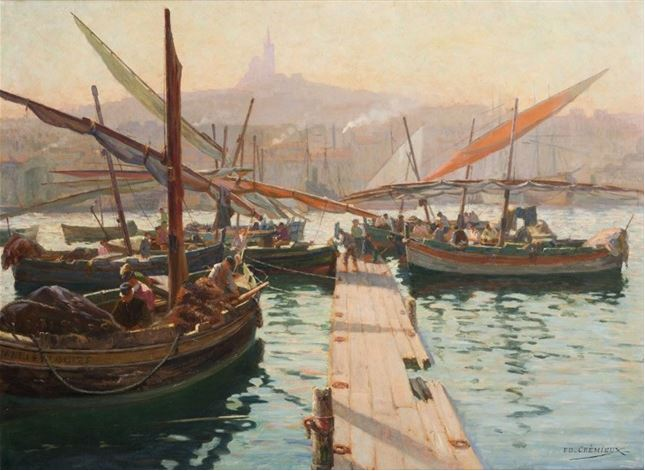
Cremieux - Pontoon

Alumno de Guindon y de Fernand Cormon en la École des Beaux-Arts de París y después de Tony Robert-Fleury, regresa a Marsella donde se establece como uno de los maestros de la escuela provenzal. Expuso en el salón de la asociación de artistas provenzales y en el salón del Ródano. Recibió muchos premios. Los museos de Digne, Hyères, Marsella y Cassis conservan algunas de sus pinturas. En 1892 obtuvo una mención de honor en el Salon des artistes français y luego, en 1897, una medalla de 3 clase.
Como judío, fue deportado por el convoy nº 72, fechado el 29 de abril de 1944, desde el campo de Drancy a Auschwitz y fue asesinado a su llegada al campo de Auschwitz en mayo de 1944, así como su esposa, Adrienne Padova. Su hijo, Albert Crémieux, deportado por el mismo convoy, sobrevivió a la Shoah.
Su última dirección estaba en el nº 255, rue Paradis, en Marsella.

## Obras en museos
- Museo de Bellas Artes de Marsella : En el cobertizo,[3] Naturaleza muerta con pescado[4]
- Museo de Historia de Marsella : Pescaderías en los salones Delacroix

Œuvres d'Édouard Crémieux
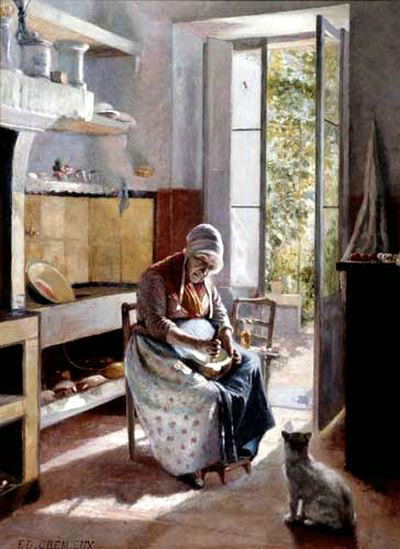
L'aïoli
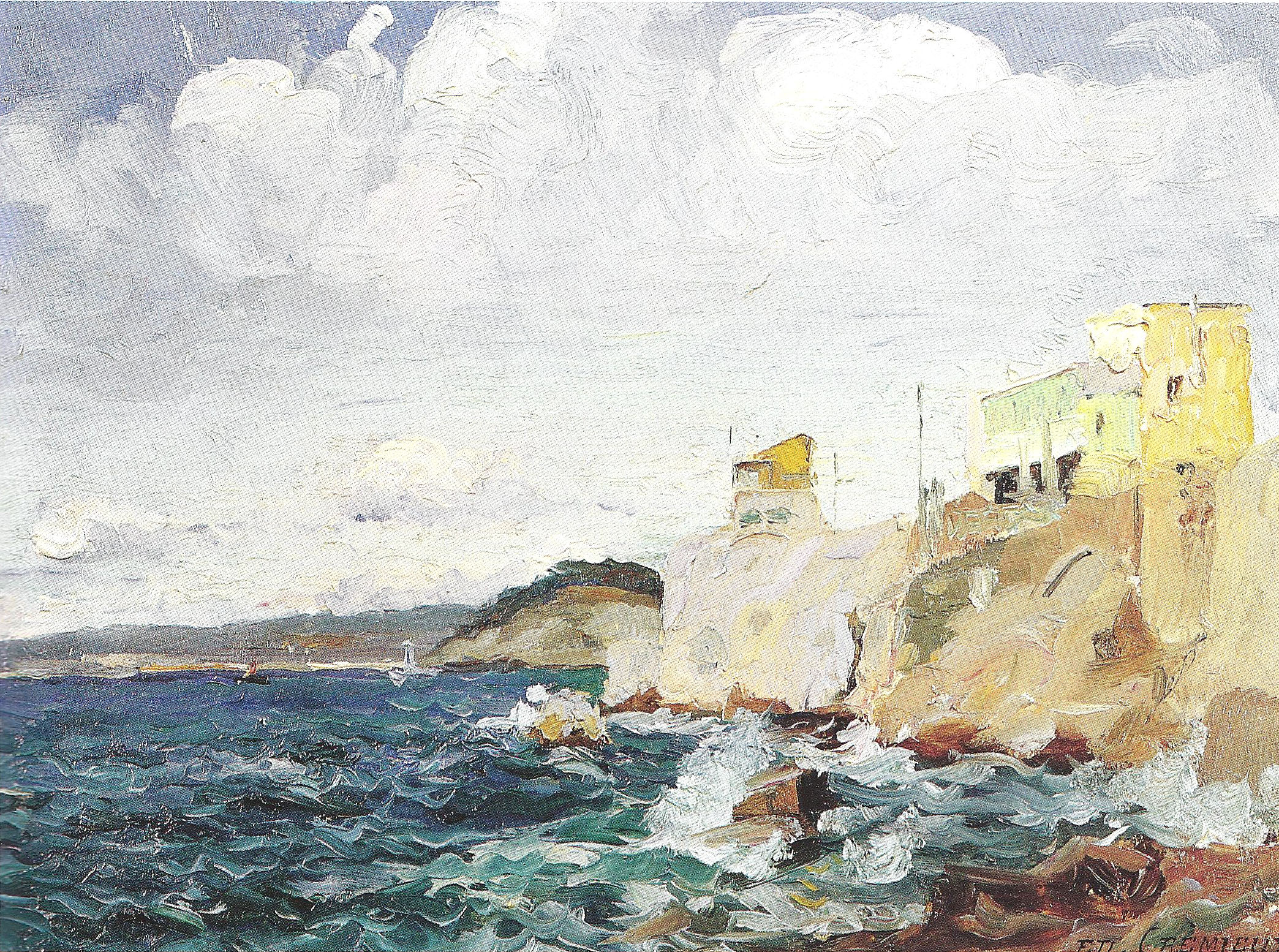
Museo de la Castre Cannes : El Corniche en Marsella,
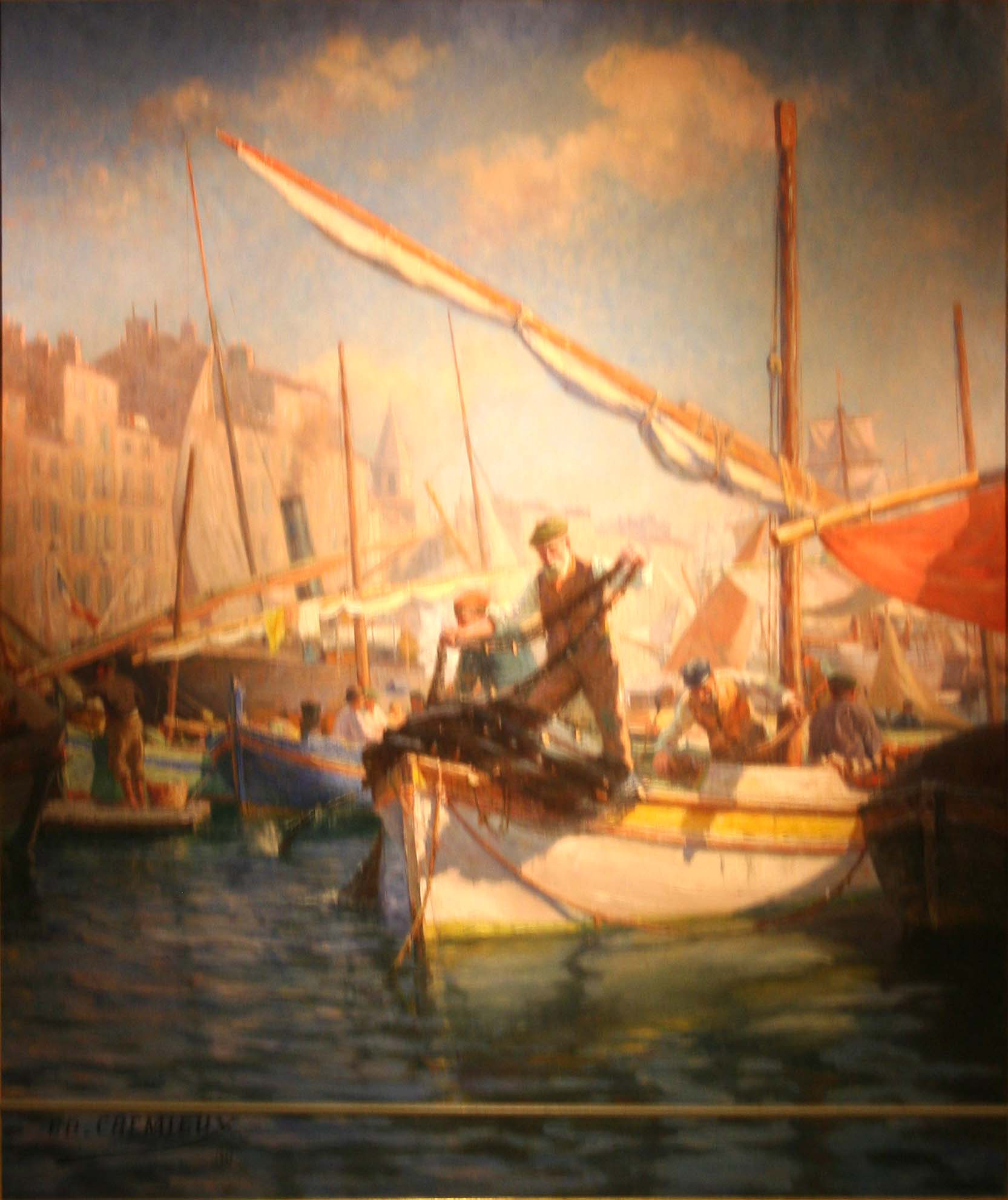
Arrivée de pêcheurs au port de Cassis Musée Muséum départemental des Hautes-Alpes
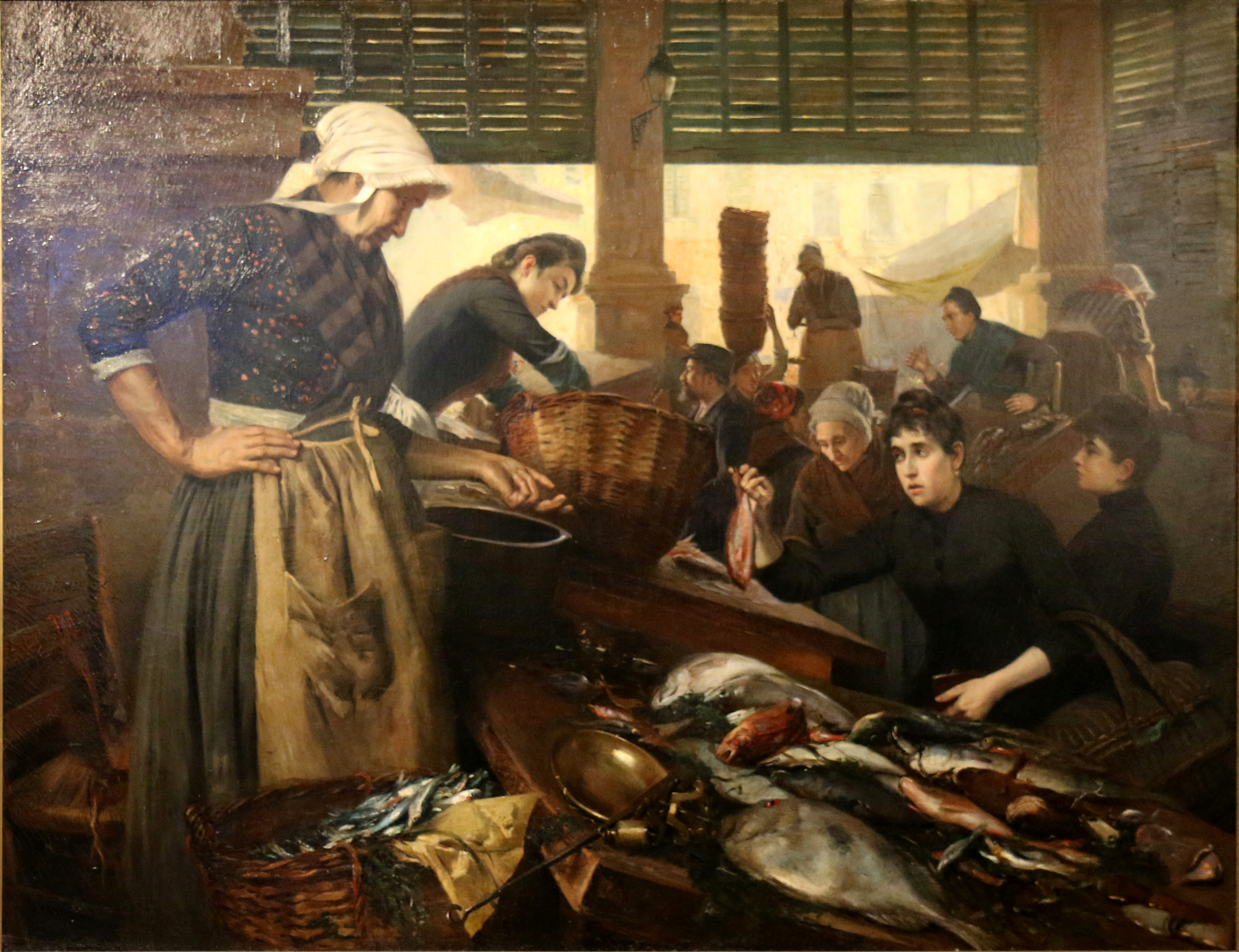
Poissonnières aux halles Delacroix à Marseille Musée d'histoire de Marseille.

- Museo de Arte de Tolón : Estación de Saint-Menet en Aubagne,[6]
- Museo Museo Departamental de Hautes-Alpes Gap : Entrada de pescadores al puerto de Cassis